# المجمعة (إب)

تعديل مصدري - تعديل

المجمعة هي إحدى قرى عزلة شعب يافع بمديرية إب التابعة لمحافظة إب، بلغ تعداد سكانها 1008 نسمة حسب تعداد اليمن لعام 2004.